# Lyne
Lyne is een plaats in de Deense regio Midden-Jutland, gemeente Ringkøbing-Skjern, en telt 249 inwoners (2008).